# Рампур (округ)
Рампур (англ. Rampur) — округ в индийском штате Уттар-Прадеш. Административный центр — город Рампур. Площадь округа — 2367 км². По данным всеиндийской переписи 2001 года население округа составляло 1 923 739 человек. Уровень грамотности взрослого населения составлял 38,76 %, что значительно ниже среднеиндийского уровня (59,5 %).